# Bistum Karlstad

Das Wappen des Bistums

Das Bistum Karlstad (schwedisch Karlstads stift) ist eine der dreizehn Diözesen innerhalb der evangelisch-lutherischen Schwedischen Kirche. Es geht zurück auf die Superintendentur Mariestad, die 1580 als eigener Aufsichtsbezirk aus dem Bistum Skara ausgegliedert wurde. 1647 wurde der Sitz nach Karlstad verlegt und der Dom zu Karlstad zur Bischofskirche erklärt; 1658 erhielt das Bistum durch Gebietsaustausche im Wesentlichen den Umfang, den es noch heute hat. Nur das nördliche Bohuslän, das erst 1658 zu Schweden gekommen war, wurde 1693 an das Bistum Göteborg abgetreten. Seit 1772 tragen die Superintendenten den Bischofstitel. Bischof des Bistums ist seit 2016 Sören Dalevi.

## Lage
Geografisch erstreckt sich das Bistum über die historische Provinz Värmland, große Teile Dalslands und einen kleinen Teil der Provinz Närke. Es umfasst somit den größten Teil der Provinz Värmlands län sowie kleinere Teile von Örebro län und Västra Götalands län. Es besteht aus 85 Kirchengemeinden (församlingar), die auf sechs Kirchenkreise (kontrakt) aufgeteilt sind. Zum Bistum gehören 263.469 Kirchenmitglieder, was etwa 79,8 % der Wohnbevölkerung entspricht (Stand 2016).